# リチャード・パークス・ボニントン
リチャード・パークス・ボニントン（Richard Parkes Bonington 、1802年10月25日 - 1828年9月23日）はイギリス生まれで、主にフランスで活動した画家である。水彩画の分野で評価が高い。

## 略歴
ノッティンガムシャーのArnoldで生まれた。父親は工場主で絵も描き、ボニントンは父親から絵を学び、11歳の時、リバプールの展覧会に出展した。1917年に父親の仕事の都合でフランスのカレーに移り、地元の水彩画家、フランシア（François Louis Thomas Francia:1772–1839)に水彩画を習った。フランシアはイギリスで画家として働き、1817年に引退して故郷のカレーに戻った人物である。1818年に、さらに家族とパリに移り、パリではルーブル美術館の巨匠の作品に学び、1820年からエコール・デ・ボザールでアントワーヌ＝ジャン・グロのもとで学んだ。この頃から友人となったアレクサンドル＝マリー・コランとスケッチ旅行をするようになった。1822年からサロン・ド・パリに出展をはじめ、1824年には、ジョン・コンスタブル、コプリー・フィールディングといったイギリス人と金賞を受賞し、この年のサロンは「イギリス人のサロン」と評された。この年のサロンではウジェーヌ・ドラクロワの作品が、議論を呼んでいた。 1825年、コランとロンドンを訪れた時に、ドラクロワに会い、ロンドンでスケッチ旅行をし、パリに戻った後、数ヶ月、同じスタジオで絵を描いた。1826年は北イタリアで過ごし、ヴェネツィアには1ヶ月ほど滞在した 。1828年に結核が悪化し、治療のためにロンドンに送られたが、1828年にロンドンで没した。

## 作品

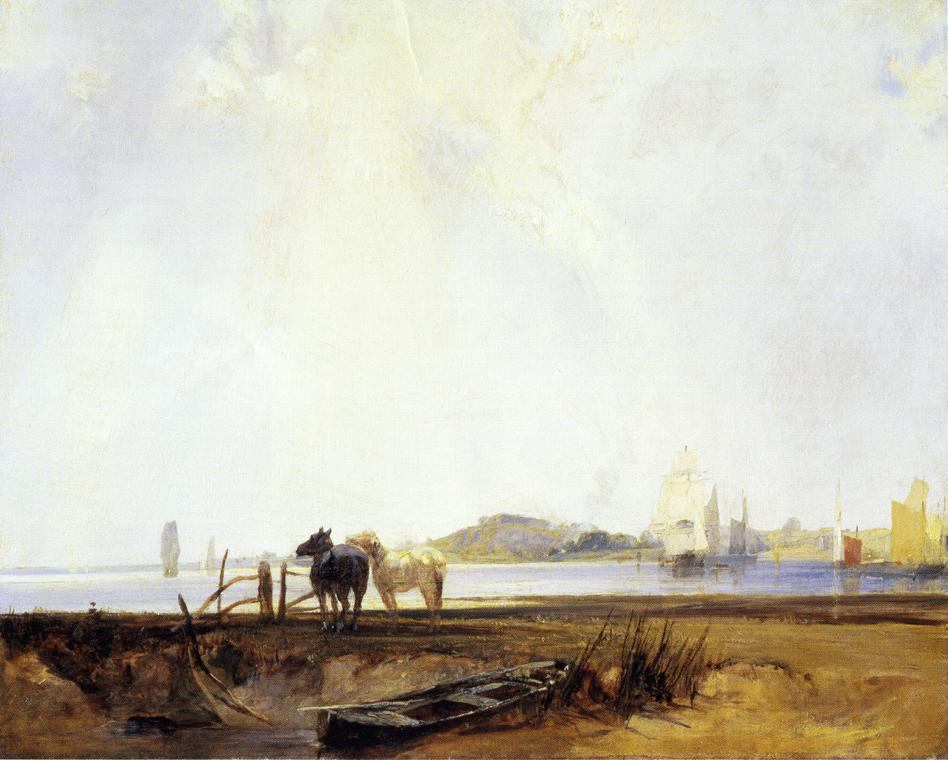
Landscape near Quilleboeuf(1824-1825)
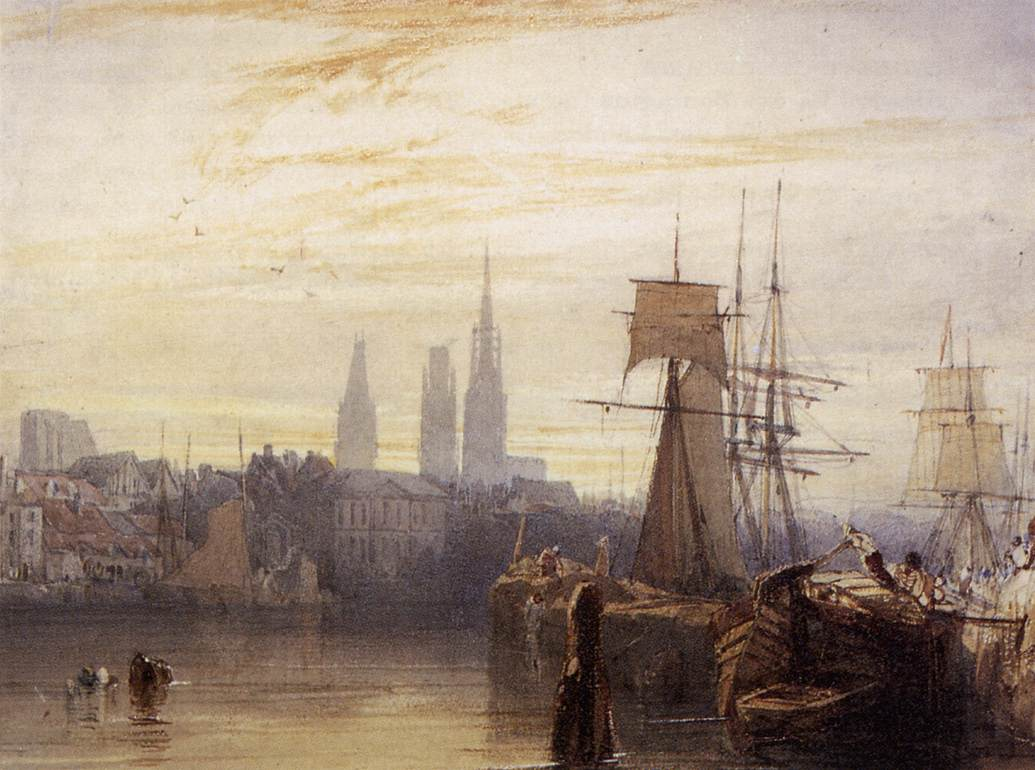
Rouen (1825)
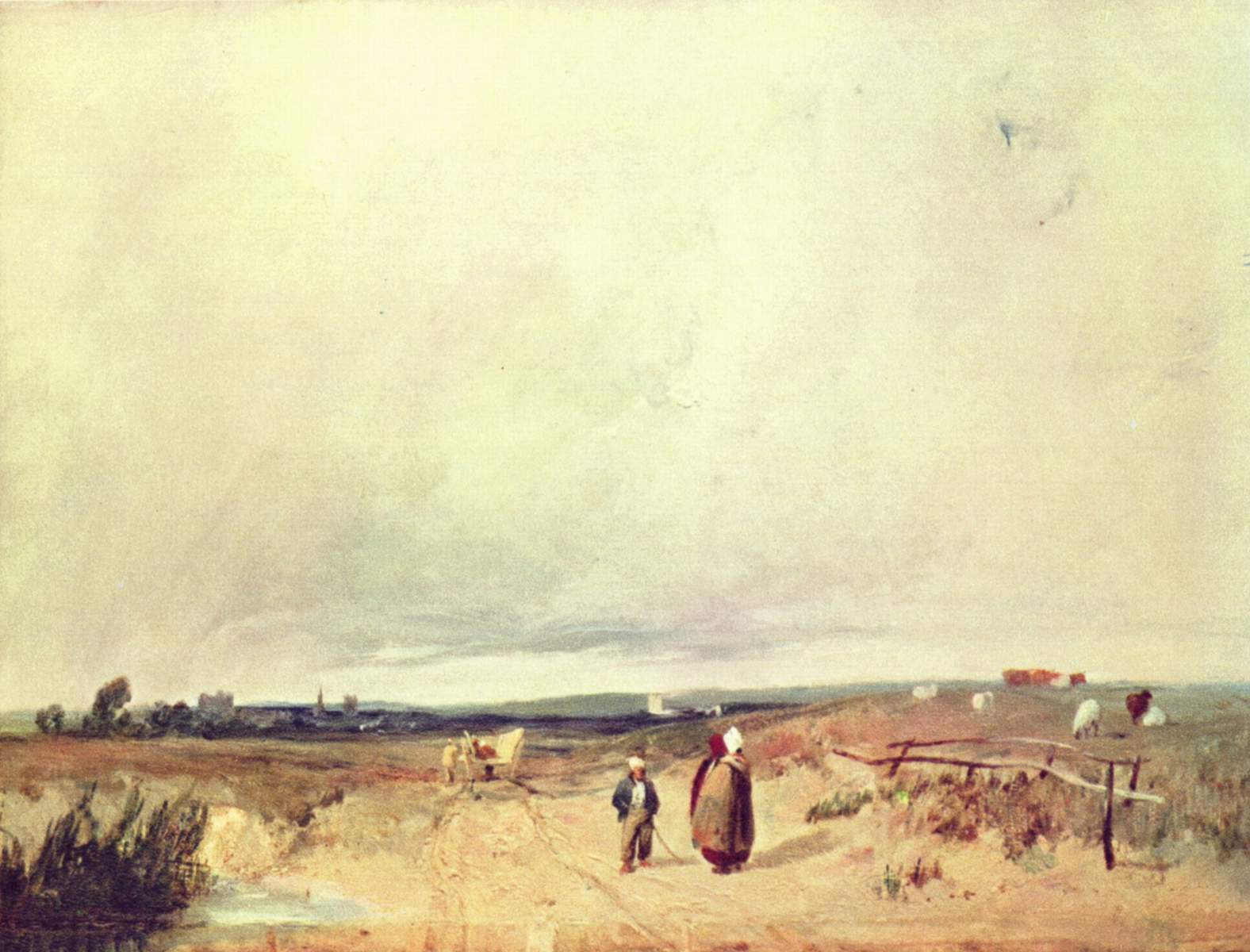
Normandy, (c.1823)
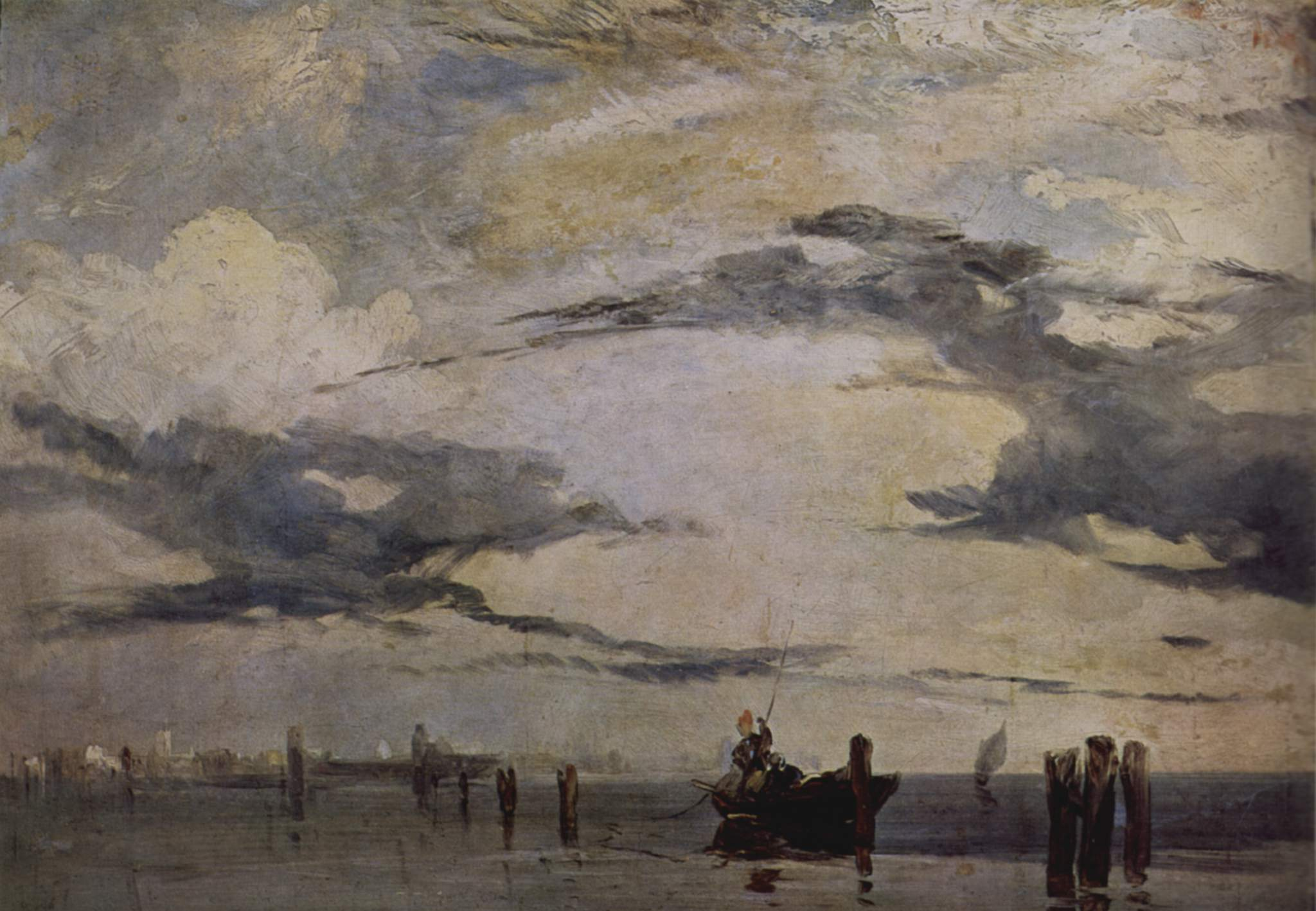
View of the Lagoon Near Venice, (1827)
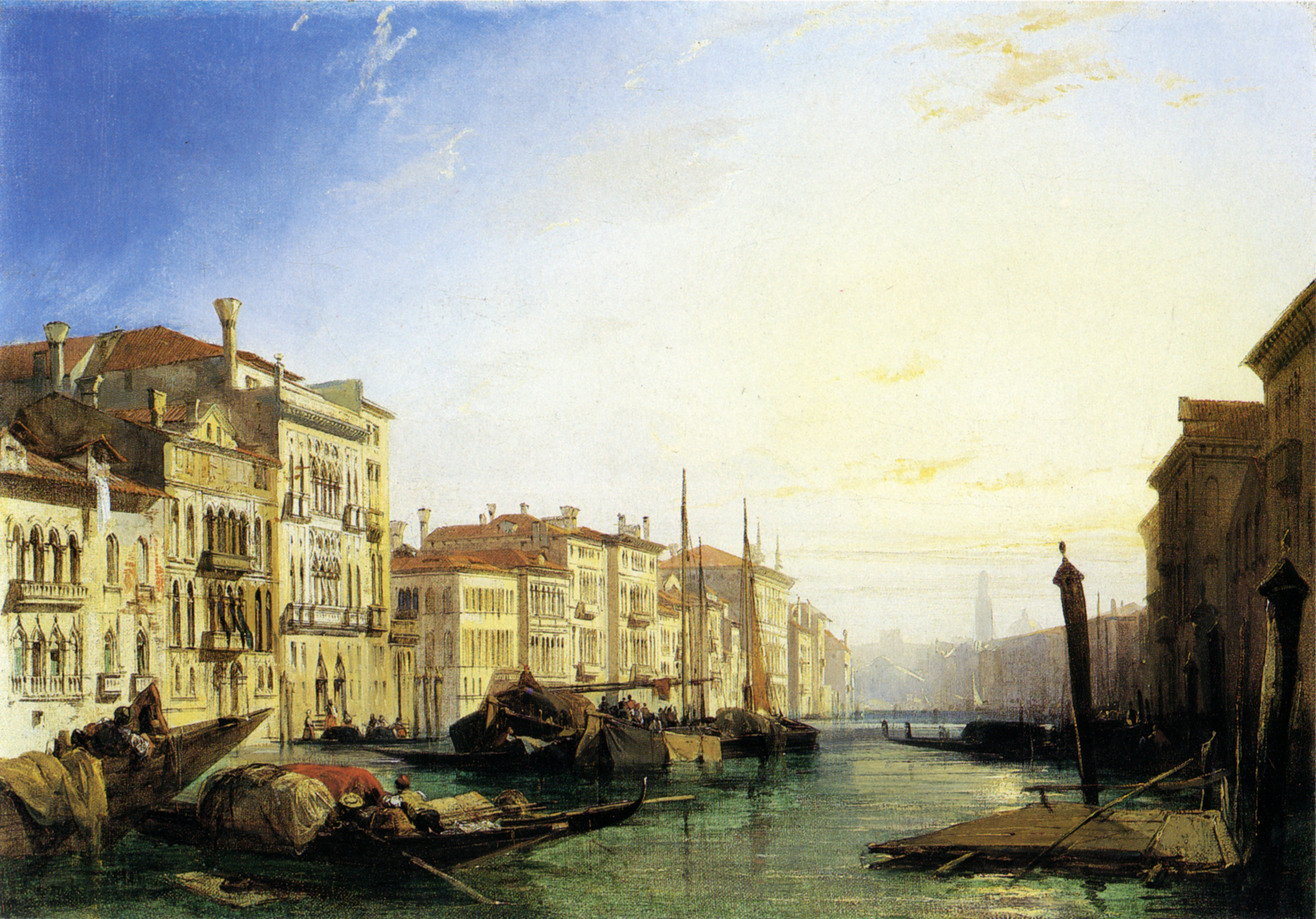
Venice, Grand Canal
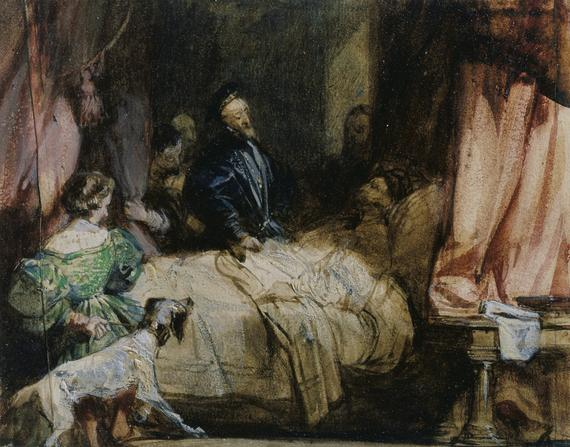
「カール5世とフランソワ1世の面会」 (c.1827)